# Magnetický tok

Magnetický (indukční) tok: jednotlivé symboly na obrázku jsou vysvětleny v textu.

Magnetický (indukční) tok (též tok magnetické indukce) slouží pro kvantitativní popis sumárního působení magnetického pole s daným rozložením, například při jevu elektromagnetické indukce. Vyjadřuje úhrnný tok magnetické indukce procházející určitou jednoduše souvislou plochou. Při názorném zobrazení pomocí indukčních čar je mírou celkového počtu indukčních čar procházejících touto plochou.

## Značení a jednotky
- Doporučená značka veličiny: {\displaystyle {\mathit {\Phi }}} (řecké fí) nebo {\displaystyle {\mathit {\Phi }}_{\mathrm {m} }}
- Jednotka odvozená ze soustavy SI: weber, značka Wb
- V základních jednotkách: m2·kg·s−2·A−1
- Další jednotky: V·s, T·m2

## Základní vztahy
Magnetický indukční tok vytvářený magnetickou indukcí B na libovolně orientované ploše S je definován jako
{\displaystyle {\mathit {\Phi }}=\int _{S}{\boldsymbol {B}}\cdot \mathrm {d} {\boldsymbol {S}}}.
Je-li magnetické pole homogenní a plocha S rovinná, pak platí že
{\displaystyle {\mathit {\Phi }}=B\,S\,\cos \alpha } ,
kde {\displaystyle \alpha } je úhel, který svírá normálový vektor plochy s vektorem magnetické indukce.

### Tok uzavřenou plochou
Magnetický tok libovolnou uzavřenou plochou S je nulový, tj.
{\displaystyle \oint _{S}{\boldsymbol {B}}\cdot \mathrm {d} {\boldsymbol {S}}=0}
Použitím Gaussovy věty vektorové analýzy lze uvedené tvrzení vyjádřit také v diferenciálním tvaru jako
{\displaystyle \operatorname {div} {\boldsymbol {B}}=0}      ("div" označuje operátor divergence).
Tyto vztahy se nazývají Gaussův zákon magnetismu a jsou vyjádřením skutečnosti, že v přírodě nebyly pozorovány žádné magnetické náboje označované jako magnetické monopóly, které by byly zdrojem magnetického pole. Důsledkem neexistence magnetických nábojů je také skutečnost, že magnetické indukční čáry jsou vždy uzavřenými křivkami.

## Magnetický tok a indukčnost
Magnetická indukce generovaná (pouze) volným uzavřeným elektrickým proudem je podle Biotova–Savartova zákona přímo úměrná velikosti tohoto proudu. Z toho plyne ve stacionárním případě (pevná poloha generujících vodičů i plochy, pro kterou se magnetický indukční tok určuje) obdobná úměrnost i pro magnetický indukční tok.
Platí to i pro nejjednodušší případ rovinné smyčky tenkého vodiče protékaného proudem I:
{\displaystyle {\mathit {\Phi }}=L\,I},
kde L označuje indukčnost. Indukčnost je pomocí tohoto vztahu definována.
).

## Magnetický tok a elektromagnetická indukce
Magnetický indukční tok je vhodnou veličinou pro popis jevu elektromagnetické indukce. Ve smyčkách vodičů se v proměnném magnetickém poli indukují elektromotorická napětí:
{\displaystyle U_{\mathrm {i} }={\frac {\mathrm {d} {\mathit {\Phi }}}{\mathrm {d} t}}}.